# Rudolph Kremer
Rudolph Alexander Kremer (* 1978) ist ein deutscher Autor und Lehrer.

## Leben
Nach dem Abitur studierte Kremer in Bielefeld Religion, Latein und Griechisch. Er schloss das Studium als Doktor der Philosophie ab. Seine Dissertation handelte vom Thema „Glaube und Aberglaube im römischen Reich“. Seit 2006 ist er als Lehrer am Gymnasium Melle tätig.
Am 1. Dezember 2020 erschien Kremers Hörspiel „Akte Witz – Die eigentümlichen Erlebnisse von Rud und Stan 1: Das Schloss der Vampirbraut“. Das Hörbuch erschien im Maritim Verlag. Die Hauptrolle sprach Torsten Sträter. Am 17. Juni 2021 veröffentlichte er das Sachbuch „Geister, Hexen, Menschenfresser – Gruselgestalten im alten Rom“ in der Wissenschaftlichen Buchgesellschaft, das inhaltsgleich als Buchhandelsausgabe und als Sonderheft der Zeitschrift „Antike Welt“ erschien. Für den Meller Posaunenchor schreibt er das Jubiläumshörspiel "Rund den Mund – 150 Jahre Posaunenchor Melle" (2024), in dem die Prominenten Axel Bulthaupt, Karim Köster und Dietmar Wischmeyer mitwirken.

## Werke
- Glaube und Aberglaube – Wie aus Religion und Superstition ein Gegensatz wurde. Tectum Wissenschaftsverlag, Marburg 2016, ISBN 978-3-8288-6341-5.
- Akte Witz – Das Phantom der Skihütte. Novum Verlag 2019, ISBN 978-3-95840-827-2.
- Akte Witz – Die eigentümlichen Erlebnisse von Rud und Stan 1: Das Schloss der Vampirbraut. 2 Audio-CD. Maritim Verlag 2020, ISBN 978-3-00-067074-9.
- Geister, Hexen, Menschenfresser – Gruselgestalten im alten Rom. Wissenschaftliche Buchgesellschaft, Darmstadt 2021, ISBN 978-3-8053-5299-4 (Buchhandelsausgabe) und ISBN 978-3-8053-5300-7 (als Sonderheft der „Antiken Welt“).
- Gauklerkunst und Götterzeichen – Eine Einführung zur Wahrsagung im alten Rom. AKRES Publishing e. K., Wuppertal 2023, ISBN 978-3-910347-21-2.
- Akte Witz: Monster-Frauen. Drei Kurz-Romane. Ruhrkrimi-Verlag 2023, ISBN 978-3-947848-74-4.
- Akte Witz – Die eigentümlichen Erlebnisse von Rud und Stan 2: Das Haus des Echsenmenschen. 1 Audio-CD. Maritim Verlag 2023, ISBN 978-3-96282-495-2.
- Akte Witz – Die eigentümlichen Erlebnisse von Rud und Stan 3: Das Hotel des Ziegensaugers. 1 Audio-CD. Maritim Verlag 2023, ISBN 978-3-96282-496-9.
- Akte Witz – Die eigentümlichen Erlebnisse von Rud und Stan 4: Die Grube des Maulwurfmanns. 1 Audio-CD. Maritim Verlag 2023, ISBN 978-3-96282-497-6.
- Akte Witz – Die eigentümlichen Erlebnisse von Rud und Stan 5: Die Hütte des Skiphantoms. 1 Audio-CD. Maritim Verlag 2024, ISBN 978-3-96282-576-8.
- Akte Witz – Die eigentümlichen Erlebnisse von Rud und Stan 6: Das Spukhaus der Hexe. 1 Audio-CD. Maritim Verlag 2024. ISBN 978-3-96282-577-5.